# Kungsvägens musiker

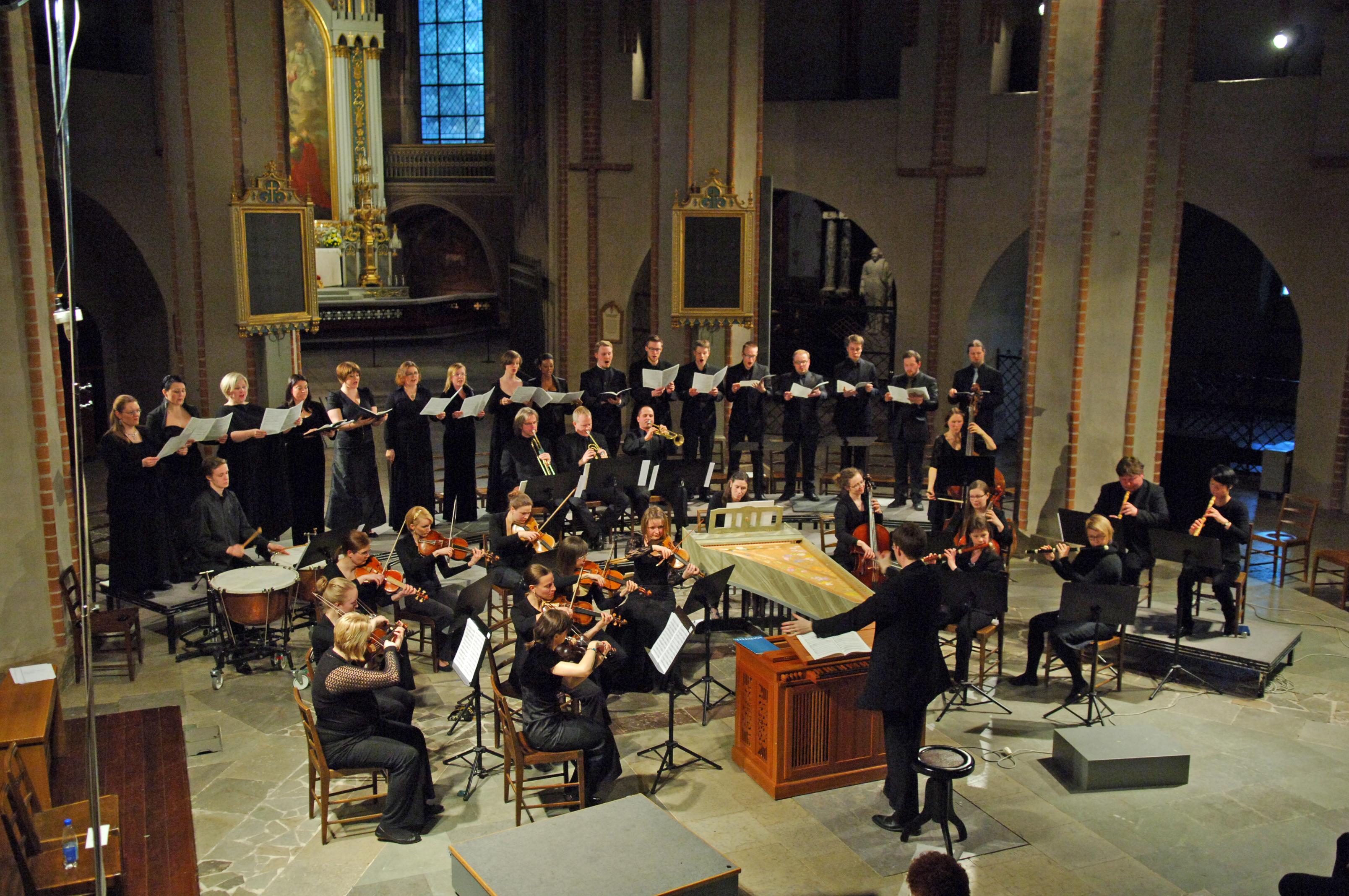
Kungsvägens musiker i Åbo domkyrka 2012

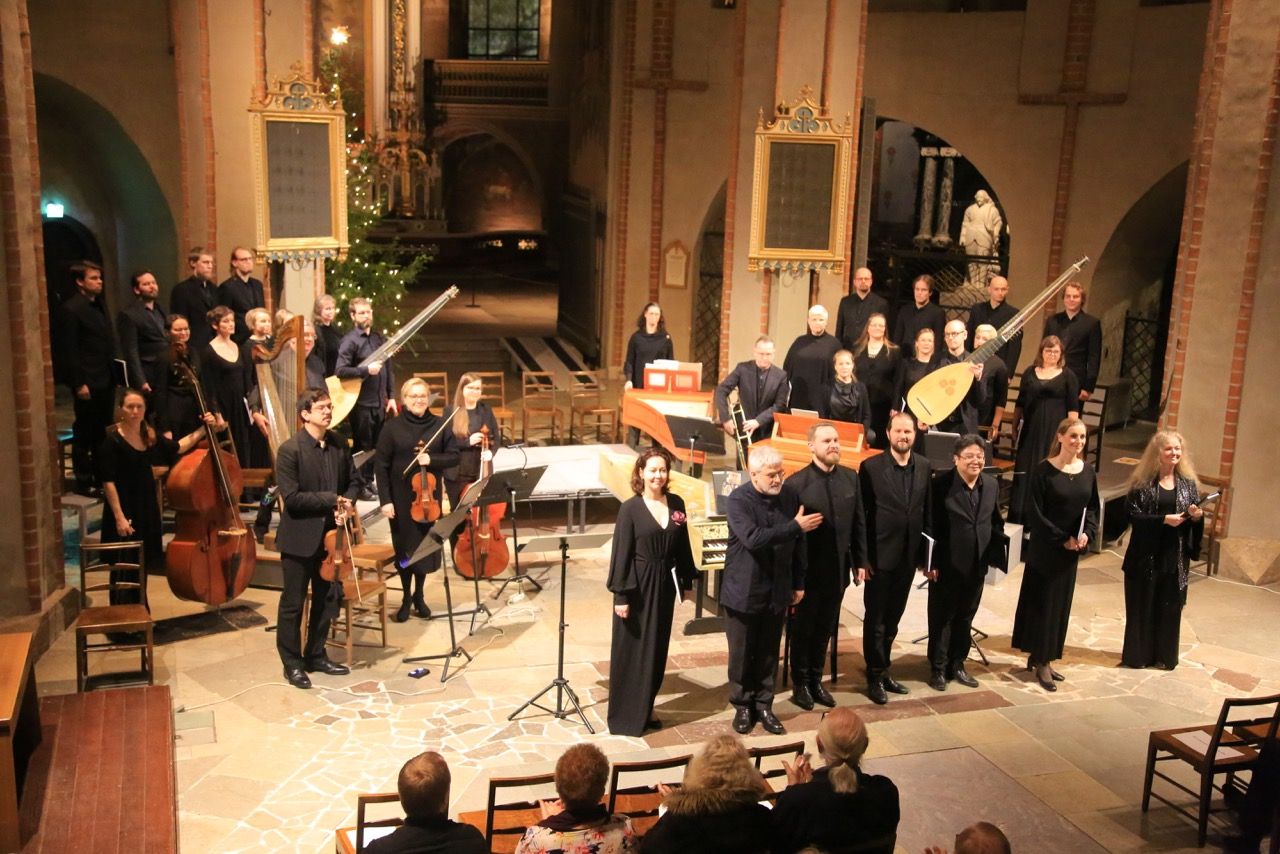
Kungsvägens musiker i Åbo domkyrka 6.1.2020

Kungsvägens musiker (finska: Kuninkaantien muusikot) är en finländsk professionell barockorkester och kör. Orkestern spelar på tidstrogna instrument.

## Orkester och kör
Kungsvägens musiker är en professionell barockorkester och kör som har sin hemort i Åbo i Finland. Ensemblen är grundad år 2008. Tyngdpunkten i repertoarplaneringen ligger på att lyfta fram okända verk av både kända och okända europeiska kompositörer. Kungsvägens musikers konstnärliga ledare och dirigent under åren 2009–2015 var Markus Yli-Jokipii.
Många kompositioner har fått sin finska urpremiär på Kungsvägens musikers konserter. Flera av verken har länge legat gömda i arkiv och har därmed inte framförts på flera århundraden, varken i Finland eller annanstans. På våren 2013 uppförde Kungsvägens musiker den tyska tonsättaren Melchior Vulpius 400 år gamla Matteuspassion i Loimaa, Nousis, Åbo och Bjärnå. På påsken 2014 framfördes passionen i Taulumäki kyrka i Jyväskylä och ett år senare i Lillkyro kyrka i Vasa. Kungsvägens musiker har även senare fortsatt passionsprojektet genom att framföra historiska passioner tonsatta av Antoine de Longueval, Jakob Meiland, Johann Walter, Christoph Demantius och Bartholomäus Gesius. Dirigent för dessa framföranden var Jonas Rannila.
År 2012 inledde Kungsvägens musiker en serie konserter som presenterar ovanliga historiska instrument som numera så gott som helt försvunnit från konsertscenerna men för vilka bland annat många av den klassiska periodens tonsättare har skrivit verk. Den första konsertens soloinstrument var glasharmonikan som spelades av William Zeitler från USA. Serien fortsatte på Konstens natt 2013 då Paolo Tognon, som är specialist på historiska blåsinstrument såsom fagott och dulcian, uppträdde som solist på barockfagott. I början av år 2014 uppförde Kungsvägens musiker Marc-Antoine Charpentiers Te Deum i Åbo domkyrka, och då ingick en historisk serpent i orkesterns besättning. Vid samma konsert hördes även instrumentet som kallas kinesisk hatt veterligen för första gången i Finland. Senare samma år, på Konstens natt-evenemanget, gästades Kungsvägens musiker av Sigiswald Kuijken, som spelade som solist på fyr- och femsträngad violoncello da spalla. På Konstens natt 2015 uppträdde italienska Eleonora Vulpiani som solist på det sällan hörda instrumentet lira-chitarra. År 2017 fortsatte serien med instrumentet tromba marina som spelades av tysken Eberhard Maldfeld. Vid samma konsert kunde man också för första gången i Finland höra pukor gjorda i trä. I januari 2019 spelade Maija Lampela som solist på instrumentet pardessus de viole, som också kallas kvinnornas violin, och i oktober samma år uppträdde belgiska Marieke Van Ransbeeck med musette de cour, d.v.s. säckpipa från barocken.

## Erkännanden
Stiftelsen Åbo 2011 tilldelade Kungsvägens musiker Gärning 2011‑hedersomnämnandet på Europa-dagen 9.5.2009.
Finska Kulturfondens Egentliga Finlands regionalfond valde Kungsvägens musikers verksamhet till landskapets mest framstående kulturprojekt år 2010.
År 2017 tilldelades Kungsvägen musiker Agricola-jubileumsårets medalj av Mikael Agricola-sällskapet för arbetet med att framföra historiska passionstonsättningar under Reformationen 500-märkesåret.

## Publicitet
Kungsvägens musiker ger konserter regelbundet men har inte gjort några skivinspelningar. Ensemblen har profilerat sig på att enbart uppträda på konserter som den själv har producerat.

## Konstens natt i Åbo
Kungsvägens musiker har ansvarat för koordineringen av Konstens natt i Åbo sedan år 2016. År 2019 fyllde evenemanget 30 år.

## Fotnoter
1. ↑  A world premiere from the Seventeenth Century
2. ↑  ”De första Gärning 2011-hedersomnämnandena gick till sex modiga aktörer”. Åbo stad. Arkiverad från originalet den 29 april 2013. https://archive.is/20130429230956/http://www.turku.fi/Public/?contentid=129333&nodeid=14281. Läst 14 september 2012.